# Wilhelm Otto Pitthan
Wilhelm Otto Pitthan (* 17. September 1896 in Wöllstein; † 20. November 1967 in Schlotheim) war ein deutscher Maler (Signatur „WOP“).

## Leben
Pitthan studierte ab 1911 an der Mainzer Kunstgewerbeschule, leistete von 1914 bis 1918 Kriegsdienst, setzte dann seine Studien fort – ab 1919 in Frankfurt/Main und auf Bildungsreisen 1923/24 nach Italien und 1925 nach Paris. War er zunächst als Landschaftsmaler tätig, brachte ihm das 1927 entstandene Porträt des damaligen Reichskanzlers Gustav Stresemann in der Folgezeit zahlreiche Porträtaufträge ein – sein 1938 entstandenes Porträt von Joseph Goebbels erwarb Adolf Hitler, der ihm weitere Porträts in Auftrag gab, von denen drei auf der Kunstausstellung 1940 in München ausgestellt wurden.
Zunächst lebte Pitthan in Köln, während der NS-Zeit vor allem in Berlin, und kam über Mecklenburg schließlich nach Thüringen, wo er nach Schlotheim heiratete, sich dort ein Atelier einrichtete und einen Neuanfang als freischaffender Maler suchte.
Neben Landschaften und figürlichen Darstellungen blieb sein Schwerpunkt die Porträtmalerei – so zu sehen bei einer Ausstellung 1953 im Museum am Lindenbühl Mühlhausen, wo insbesondere die lebenden Gesichter seiner Porträts gelobt wurden. In den sechziger Jahren erhielt Pitthan unter anderem die Aufträge, den Kartographen Hermann Haack und den Rektor der Medizinischen Akademie Erfurt zu porträtieren. Im Auftrag der Stadt Mühlhausen sollte Pitthan drei Großgemälde zum Thema Thomas Müntzer anfertigen, von denen Thomas Müntzer predigt (1958, Mühlhausen, Museen) und Müntzer setzt den Ewigen Rat ein (1960, Mühlhausen, Rathaushalle) vollendet wurden, ein drittes aber unvollendet blieb, da Pitthan 1967 starb.
Weitere Werke seines Schaffens sind im Schloss zu Schlotheim zu sehen oder befinden sich in Mühlhausen oder in Privatbesitz. In einem 2003 aufgetauchten Skizzenheft fand man Porträts vom Juli 1944 und eine Zeichnung zerbrochener Reichsadler.
Der Bildindex der Kunst & Architektur verzeichnet drei Bilder Pitthans als Exponate der Dritten Deutschen Kunstausstellung in Dresden 1953. Der Ausstellungskatalog nennt Pitthan jedoch nicht.
Pitthans Grab befindet sich auf dem Schlotheimer Friedhof innerhalb eines alten Familiengrabes.

## Werke (Auswahl)
- Lebensfreude (Wachstechnik, 1952/1953)[4]
- Schaffen und Glück I (Mischtechnik, 1952/1953)[5]
- Schaffen und Glück II (Mischtechnik, 1952/1953)[6]